# William Fitzherbert

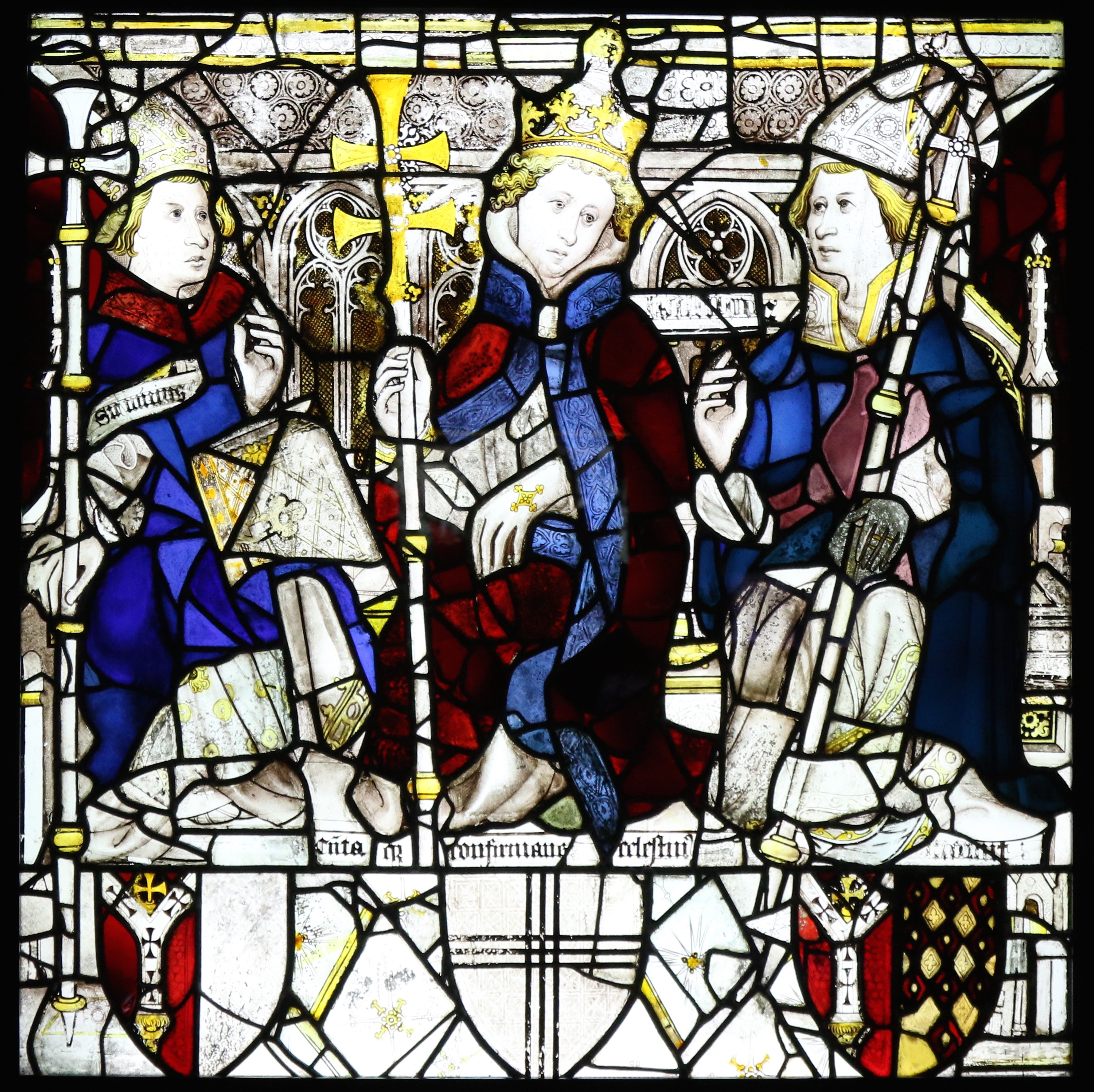
Der heilige William mit Papst Zoelestin und einem unbekannten Prälaten. Spätmittelalterliche Glasmalerei im York Minster

William Fitzherbert (auch William of York oder deutsch Wilhelm von York) (* nach 1090; † 8. Juni 1154 in York) war ein anglonormannischer Geistlicher. Er war Erzbischof von York und wird von der katholischen Kirche als Heiliger verehrt. Sein Namenstag ist der 8. Juni. William hatte das Unglück, dass zum Zeitpunkt seiner Wahl die königliche Autorität in England durch den Thronfolgekrieg geschwächt war. Dazu hatte er einflussreiche Gegner im Kathedralkapitel von York, die von den Zisterziensern kräftige Unterstützung erhielten. Der Zisterzienserorden gewann damals rasch an Bedeutung und Ansehen und erreichte, dass ein dem Orden angehöriger Papst sogar William als geweihten Erzbischof von York absetzte. Zwar wurde William später noch einmal als Erzbischof eingesetzt, doch starb er kurz nach seiner Rückkehr nach York.

## Herkunft
William Fitzherbert gilt als unehelicher Sohn von Herbert of Winchester und dessen Geliebter Emma. Sein Vater soll ein unehelicher Sohn von Graf Herbert II. von Maine gewesen sein, seine Mutter eine uneheliche Tochter von Graf Stephan II. von Blois. Damit wäre seine Mutter eine Halbschwester des späteren englischen Königs Stephan von Blois gewesen. Für diese traditionelle Behauptung gibt es aber keine Belege, und nach dem heutigen Stand der Forschung ist diese Abstammung zweifelhaft. William wurde wohl eher in den 1090er Jahren als jüngerer Sohn von Herbert of Winchester geboren. Seine Mutter entstammte nicht dem Haus Blois, sondern war wahrscheinlich eine Tochter von Hunger fitz Odin, der im Domesday Book von 1086 als Pächter in Broad Windsor in Dorset genannt wird. Ob sein Vater ein unehelicher Sohn von Herbert II. von Maine war, ist nicht nachzuweisen. Er war aber sicher ein Grundbesitzer aus Hampshire, der unter König Wilhelm Rufus als Kämmerer von Winchester und nach 1100 auch als Schatzmeister genannt wird, aber dennoch nur lokale Bedeutung hatte. Zwischen 1109 und 1112 wurden Herbert und dessen gleichnamiger Sohn Herbert als Vasallen von Erzbischof Thomas II. von York Besitzer von Londesborough, Towthorpe, Weaverthorpe, Helperthorpe, Luttons Ambo sowie weiterer Besitzungen in Yorkshire und in Gloucestershire. Herbert of Winchester wird nach 1111 nicht mehr eindeutig genannt, womöglich war er der H. the Chamberlain, der 1118 versuchte, König Heinrich I. zu töten und zur Strafe verstümmelt wurde.

## Aufstieg als Geistlicher
William wurde spätestens 1114, also nur wenige Jahre, nachdem seine Familie Besitzungen in Yorkshire erworben hatte, Schatzmeister von York Minster. Mit diesem Amt war das Amt des Archidiakons des East Riding of Yorkshire verbunden. William übergab dem Kathedralkapitel die Rechte an der Kirche von Nether Wallop sowie die Kapelle von Grateley in Hampshire sowie die von Market Weighton in Yorkshire. Zusammen mit seinem Bruder Herbert übergab er mit Zustimmung von Erzbischof Thurstan die Kirche von Weaverthorpe dem Augustiner-Chorherrenstift Nostell Priory. 1121 bestätigte König Heinrich I. diese Schenkung. Vermutlich 1129 oder 1130 durfte William, wohl nach dem Tod seines Bruders Herbert sein Erbe antreten. Als Schatzmeister bestätigte er zahlreiche Urkunden von Erzbischof Thurstan. In einer zwischen 1136 und 1139 genannten Urkunde von König Stephan wird er als königlicher Kaplan tituliert.

## Erzbischof von York

### Wahl zum Erzbischof
Nach dem Tod von Erzbischof Thurstan Anfang 1140 blieb das Erzbistum York zunächst vakant. Als ersten Kandidaten wählte das Kathedralkapitel Waldef († 1159), den Prior von Kirkham. Da dieser jedoch enge Verbindung zum verfeindeten Schottland hatte, wurde die Wahl nicht anerkannt. Anschließend fiel die Wahl auf Henri de Sully, einen Neffen von König Stephan und von Bischof Henry von Winchester. Henry wollte jedoch nicht auf sein Amt als Abt von Fécamp verzichten, so dass der Papst die Wahl annullierte. Nun schien William vielen als geeigneter Kandidat für das Amt des Erzbischofs. Er war dem Erzbistum York schon lange verbunden und hatte ein gutes Verhältnis zum König. Andererseits galt er als recht träger Sohn eines Adligen mit recht laschen Moralvorstellungen. Dennoch wurde er im Januar 1141 zum Erzbischof gewählt. William, Count of Aumale und Earl of York, ein Vertrauter des Königs, war bei der Wahl anwesend. Angeblich übermittelte er dem Kapitel die Anordnung des Königs, William zu wählen. Dennoch stimmten die Archidiakone, vor allem Osbert de Bayeux, ein Neffe des verstorbenen Thurstan, sowie Walter of London und der Präzentor gegen die Wahl Williams. Als Archidiakon Walter of London die Wahl für ungültig erklärte, wurde er von Earl William verhaftet und eingesperrt. Kurz bevor König Stephan während des Thronfolgekriegs, der sogenannten Anarchie, in Gefangenschaft geriet, bestätigte er am 2. Februar 1141 in Lincoln die Wahl von William.

### Widerstand gegen die Wahl
Während es gegen die beiden ersten Kandidaten für die Wahl des Erzbischofs, Waldef und Henri de Sully, innerhalb des Kathedralkapitels keinen Widerstand gegeben hatte, stimmte nun eine einflussreiche Gruppe gegen die Wahl von William Fitzherbert. Neben anderen potentiellen Kandidaten, die William die Unterstützung verweigert hatten, hielten ihn mehrere Kanoniker schlicht für ungeeignet für das Amt. In ihrer Ablehnung wurden seine Gegner von den Augustinerchorherren in Yorkshire, aber vor allem von dem Zisterzienserorden, der erst vor kurzem erste Niederlassungen in Yorkshire errichtet hatte, unterstützt. Nach den Bestimmungen des Zweiten Laterankonzils von 1139 hatten die Mönche und Kanoniker von Diözesen bei der Besetzung von Bischofsämtern ein Mitspracherecht. Vor allem die Äbte der Zisterzienserabteien Rievaulx und Fountains sowie die Priore der Augustinerstifte Kirkham und Guisborough lehnten die Wahl Williams ab. Sie kritisierten die Einflussnahme des Königs, aber auch die mangelnde Keuschheit Williams und wandten sich an den päpstlichen Legaten Henry de Blois, dem Bischof von Winchester. Der Archidiakon Walter of London sowie Ailred († 1167), der spätere Abt von Rievaulx reisten sogar nach Rom und legten bei der Kurie Einspruch gegen die Wahl ein. Zusammen mit William, dem Präzentor, Abt William von Rievaulx, Abt Richard von Fountains, Prior Waldef von Kirkham und Prior Cuthbert von Guisborough protestierten sie am 7. März 1143 gegen die Wahl von William Fitzherbert, dem sie nun auch Simonie vorwarfen. Ihr Hauptargument war aber die Störung und Beeinflussung der Wahl durch den König.
Papst Innozenz II. beauftragte daraufhin die Bischöfe Henry de Blois von Winchester und Robert de Bethune von Hereford, über den Einspruch zu entscheiden. Er trug ihnen auf, dass William, der Dekan von York, beeiden sollte, ob die Bischofswahl dem kanonischen Recht entsprochen hatte und nicht vom König beeinflusst wurde. Sollte der Dekan diesen Eid leisten, konnte William Fitzherbert zum Bischof geweiht werden. Dazu sollte William selbst beeiden, dass die anderen gegen ihn erhobenen Vorwürfe nicht zutreffen würden. Im September 1143 hielt Bischof Henry de Blois in Winchester Gericht. Der Dekan von York war drei Monate zuvor zum Bischof von Durham gewählt worden und konnte deshalb an den Verhandlungen nicht teilnehmen. William Fitzherbert dagegen konnte sich rechtfertigen, und sein Eid, dass die Beschuldigungen nicht zutrafen, wurde von den Äbten der Klöster St Mary’s in York und von Whitby bestärkt. Daraufhin weihte Bischof Henry am 26. September 1143 William in Winchester zum Bischof.

### Tätigkeit als Erzbischof

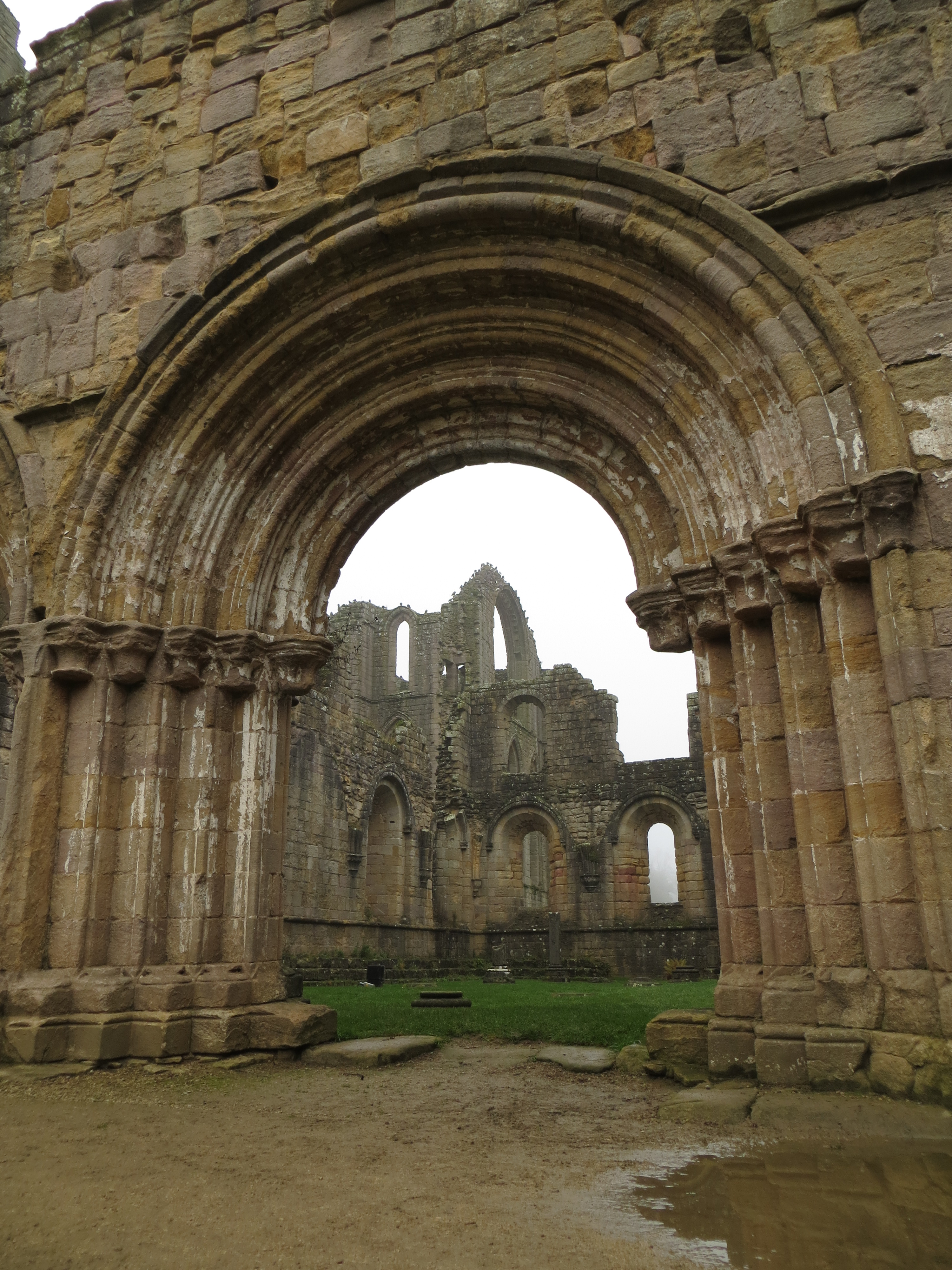
Die Ruinen von Fountains Abbey, deren Äbte zu den wichtigsten Gegnern William Fitzherberts gehörten

Über Williams Arbeit als Erzbischof ist nur wenig bekannt. Er bestätigte die Privilegien, die sein Vorgänger Thurstan Beverley Minster gegeben hatte sowie eine Einigung zwischen Bridlington Priory und dem Kanoniker Serlo of York über einen Zehnten. Während einer Diözesansynode in York beschwerten sich die Mönche von Shrewsbury Abbey über ihre Kirche in Kirkham in Lancashire. In der Diözese Durham versuchte er zu vermitteln, nachdem William Cumin die Wahl von William de Ste. Barbe, dem früheren Dekan von York, angefochten hatte. Am 18. Oktober 1144 inthronisierte William Fitzherbert William de Ste. Barbe als neuen Bischof von Durham.

### Konflikt mit den Zisterziensern und Absetzung Williams

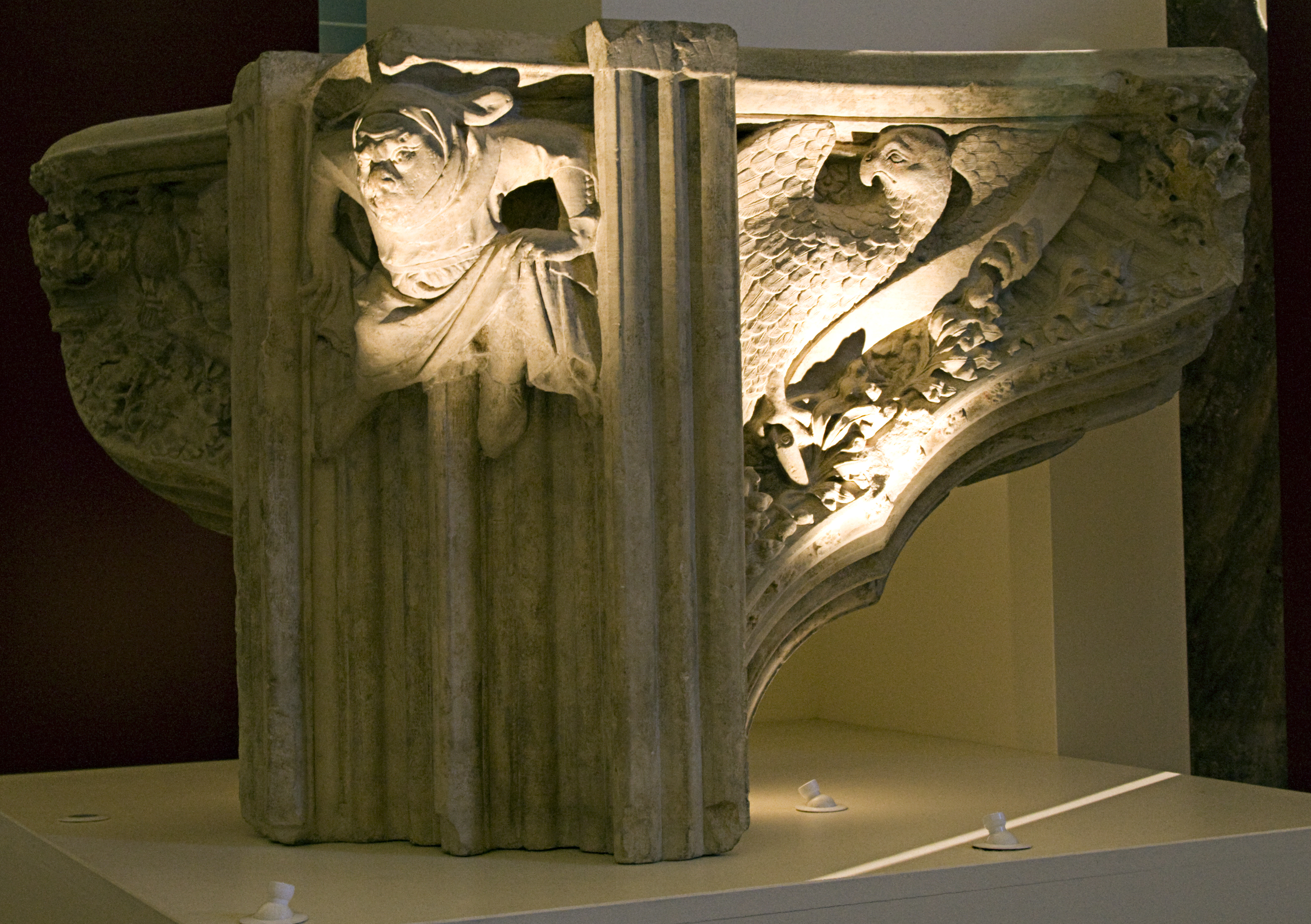
Überrest des Schreins von William Fitzherbert

Der einflussreiche Zisterzienserabt Bernhard von Clairvaux kämpfte jedoch weiterhin gegen Williams Anerkennung als Erzbischof, weil er ihn für verdorben hielt. Es gelang ihm, dass sein Vertrauter, der aus Nordengland stammende Henry Murdac, zum neuen Abt von Fountains Abbey gewählt wurde. Dieser setzte den Widerstand gegen die Anerkennung der Wahl Williams fort. Durch die rasch aufeinanderfolgenden Tode der Päpste Innozenz II. und Coelestin II. wurde der Konflikt jedoch in die Länge gezogen. Der nächste Papst, Lucius II. ignorierte Bernhards Beschwerden und sandte Kardinal Imar von Tusculum nach England, um William Fitzherbert das päpstliche Pallium zu überbringen. William versäumte es aber, den Kardinal zu treffen, und wenig später erreichte England die Nachricht, dass Lucius II. am 15. Februar 1145 verstorben sei. Damit war das Mandat von Kardinal Imar erloschen. Der neue Papst Eugen III. gehörte dem Zisterzienserorden an und war ein Freund von Bernhard von Clairvaux. Er befahl William Fitzherbert nach Rom, wo er sich verantworten sollte. Um die Kosten für diese Reise aufzubringen, musste William angeblich Teile des Kathedralschatzes von York verkaufen. In Rom suspendierte der Papst William von seinem Amt, bis dass der frühere Dekan von York den von Papst Innozenz II. verlangten Eid über die Rechtmäßigkeit der Wahl geleistet hatte. William war gezwungen, abzuwarten und zog sich nach Sizilien zurück. In Yorkshire griffen daraufhin Anhänger Williams Fountains Abbey an und brannten Teile der Anlage nieder. Als diese Nachricht Rom erreichte, setzte der Papst am 21. März 1147 William als Erzbischof ab. Zu seinem Nachfolger wurde Henry Murdac gewählt. Die Bürger von York waren mit Williams Absetzung nicht einverstanden und verwehrten Murdac zeitweise den Zugang nach York.

### Wiedereinsetzung und Tod

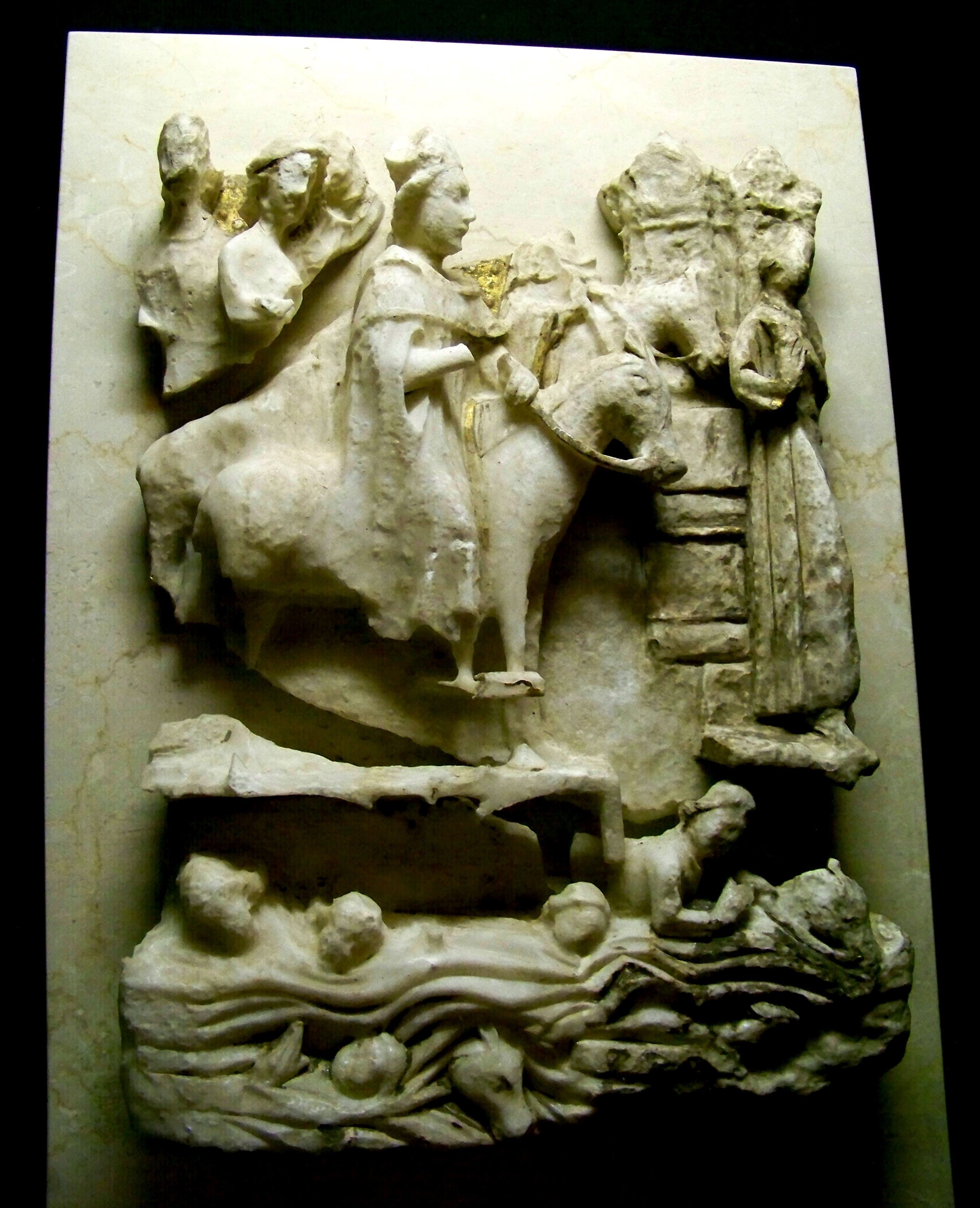
William überquert die Ouse. Mittelalterliche Bildhauerei

William kehrte daraufhin nach England zurück, wo er zurückgezogen und bescheiden im Kathedralpriorat von Winchester lebte. Als jedoch 1153 innerhalb weniger Monate seine Gegner Eugen III., Bernhard von Clairvaux und Henry Murdac starben, reiste William im Herbst 1153 erneut nach Rom. Dort setzte ihn der neue Papst Anastasius IV. wieder als Erzbischof ein. Danach kehrte William nach England zurück. Er besuchte zunächst Winchester und dann die Zisterzienserabtei Meaux. Dort tätigte er als Wiedergutmachung für den Überfall von 1146 eine Schenkung zugunsten Fountains Abbey, dazu bestätigte er die Stiftungen, die Henry Murdac zugunsten von Meaux gemacht hatte. Im Mai 1154 erreichte er York. Nachdem er am 1. Juni 1154 eine Messe in York Minster gehalten hatte, erkrankte er und starb eine Woche später. Er wurde im York Minster beigesetzt. Gerüchten zufolge war Williams Messwein vergiftet worden, und Symphorian, einer seiner Kapläne, beschuldigte Archidiakon Osbert de Bayeux des Mordes. Der Fall wurde vom königlichen Gericht an ein kirchliches Gericht und schließlich an die Kurie nach Rom zur Entscheidung überwiesen. Ein Urteil ist nicht überliefert, doch Osbert wurde vor 1158 seines Amtes enthoben und verlor seine Priesterwürde.

## Nachwirkung
Nachdem mit Thomas Becket ein Erzbischof von Canterbury heiliggesprochen worden war, förderten Williams Nachfolger als Erzbischöfe, die in Konkurrenz zu Canterbury standen, die Kanonisation von William. Zwar sprachen nur die Umstände seines Todes und weniger sein Leben für eine Heiligsprechung, doch 1227 wurde er von Papst Honorius III. offiziell zum Heiligen erhoben. Zu den Legenden, die um ihn entstanden, gehört die Legende vom Einsturz der Brücke über die Ouse bei seiner Rückkehr nach York 1254. Unter dem Gewicht seiner zahlreichen Anhänger soll die Brücke zusammengebrochen sein, doch durch ein Gebet Williams gab es wundersamerweise keine Toten. 1284 wurden seine Gebeine in einen Schrein überführt, der hinter dem Hochaltar von York Minster aufgestellt wurde und zum Zentrum seiner lokalen Verehrung wurde. Während der Reformation wurde der Schrein im 16. Jahrhundert zerstört. Ein im frühen 15. Jahrhundert gefertigtes Fenster im Chor von York Minster enthält zahlreiche Glasmalereien aus dem Leben von William Fitzherbert.